# Canton de Pissos
Le canton de Pissos est une ancienne division administrative française située dans le département des Landes et la région Aquitaine. Il a été supprimé par le nouveau découpage cantonal entré en vigueur en 2015.

## Géographie
Ce canton était organisé autour de Pissos dans l'arrondissement de Mont-de-Marsan. Son altitude variait de 19 m (Moustey) à 79 m (Pissos) pour une altitude moyenne de 53 m.

## Administration

### Conseillers généraux de 1833 à 2015
| Période | Période          | Identité                                        | Étiquette                      | Qualité                                                                                   |
| ------- | ---------------- | ----------------------------------------------- | ------------------------------ | ----------------------------------------------------------------------------------------- |
| 1833    | 1837             | Jean dit Ninet Cazaux                           |                                | Notaire à Saugnacq-et-Muret                                                               |
| 1837    | 1862             | Jean Castaignède fils                           |                                | Notaire - Maire de Pissos (1830-1835)                                                     |
| 1862    | 1872 (démission) | Jean-Émile Castaignède                          | Appel au peuple (Bonapartiste) | Maire de Pissos (1868-1881 et 1890-1892) Député (1877-1881)                               |
| 1872    | 1904             | Ariste Balhadère                                | Républicain                    | Docteur en médecine Maire de Pissos (1881-1888)                                           |
| 1904    | 1919             | Alphonse Balhadère                              | Républicain                    | Docteur en médecine Maire de Pissos (1904-1919)                                           |
| 1919    | 1922 (décès)     | Gabriel Despax                                  | Rad.                           | Avocat Député (1919-1922) Maire de Dax (1913-1919)                                        |
| 1922    | 1940             | Paul Roumégoux (1883-1941)                      | RG                             | Notaire Maire de Pissos (1925-1941)                                                       |
|         |                  |                                                 |                                |                                                                                           |
| 1943    | 1945             | Raoul Dupouy                                    |                                | Docteur en médecine Conseiller municipal de Pissos Nommé conseiller départemental en 1943 |
|         |                  |                                                 |                                |                                                                                           |
| 1945    | 1949             | Abel Froustey                                   | SFIO                           | Propriétaire-exploitant Maire de Saugnacq-et-Muret                                        |
| 1949    | 1961             | Jean Roumégoux (1913-1972, fils de P.Roumégoux) | DVD                            | Notaire Maire de Pissos (1948-1959)                                                       |
| 1961    | 1973             | Jean Garaude                                    | UNR puis UDR                   | Chef d'entreprise Maire de Moustey (1944-1983)                                            |
| 1973    | 2015             | Guy Destenave                                   | PS                             | Chef d'entreprise Maire de Pissos (1983-2014)                                             |

### Conseillers d'arrondissement (de 1833 à 1940)
| Période                                  | Période          | Identité                                | Étiquette   | Qualité |
| ---------------------------------------- | ---------------- | --------------------------------------- | ----------- | --- |
| 1833                                     | 1848             | Jean Baptiste Victor Dupouy (1795-1868) |             | Juge de paix à Pissos                                                                                       |
|                                          |                  |                                         |             | |
| av.1875                                  | 1882 (démission) | M. Bernède                              |             | Juge suppléant à Pissos                                                                                     |
|                                          |                  |                                         |             | |
| 1883                                     |                  | Marcel Fronsacq                         | Républicain | Adjoint au maire de Saugnacq-et-Muret                                                                       |
|                                          |                  |                                         |             | |
| 1913                                     | 1937             | Paul Fronsacq                           | RG          | |
| 1937                                     | 1940             | Georges Dupuch                          | Radical     | |
| 1940                                     |                  |                                         |             | Les conseils d'arrondissement ont été suspendus par la loi du 12 octobre 1940 et n'ont jamais été réactivés |
| Les données manquantes sont à compléter. |                  |                                         |             | |

## Composition
Le canton de Pissos groupait six communes et comptait 3 400 habitants (population municipale au 1er janvier 2007).
| Communes          | Population (2012) | Code postal | Code Insee |
| ----------------- | ----------------- | ----------- | ---------- |
| Belhade           | 160               | 40410       | 40032      |
| Liposthey         | 396               | 40410       | 40156      |
| Mano              | 99                | 40410       | 40171      |
| Moustey           | 655               | 40410       | 40200      |
| Pissos            | 1 237             | 40410       | 40227      |
| Saugnacq-et-Muret | 853               | 40410       | 40295      |

## Démographie
| 1962  | 1968  | 1975  | 1982  | 1990  | 1999  | 2006  | 2007  | - |
| ----- | ----- | ----- | ----- | ----- | ----- | ----- | ----- | - |
| 2 267 | 2 501 | 2 409 | 2 379 | 2 680 | 2 964 | 3 352 | 3 400 | - |